# Wendy Cornejo
Wendy Cornejo (ur. 7 stycznia 1993) – boliwijska lekkoatletka specjalizująca się w chodzie sportowym.
Jako juniorka zdobyła trzy medale mistrzostw Ameryki Południowej w chodzie (2008, 2010 i 2012). W 2009 zajęła 15. miejsce na mistrzostwach świata juniorów młodszych w Bressanone. Brązowa medalistka mistrzostw Ameryki Południowej juniorów (2011). Rok później zajęła 13. miejsce na juniorskich mistrzostwach świata oraz sięgnęła po srebro młodzieżowego czempionatu Ameryki Południowej. W 2013 stanęła na najniższym stopniu podium południowoamerykańskich mistrzostw w Cartagena de Indias oraz uplasowała się na 45. miejscu podczas mistrzostw świata w Moskwie. W 2014 stanęła na najwyższym stopniu podium młodzieżowych mistrzostw Ameryki Południowej. Złota medalistka mistrzostw Boliwii.
Rekordy życiowe: chód na 20 kilometrów – 1:33:15 (7 maja 2016, Rzym); chód na 20 000 metrów – 1:37:07,0 (5 maja 2013, Cochabamba) rekord Boliwii.

## Osiągnięcia
| Rok  | Impreza                                     | Miejsce             | Konkurencja                               | Lokata      | Wynik      |
| ---- | ------------------------------------------- | ------------------- | ----------------------------------------- | ----------- | ---------- |
| 2008 | Mistrzostwa Ameryki Południowej w chodzie   | Cuenca              | chód na 5 kilometrów (juniorek młodszych) | 3. miejsce  | 26:03      |
| 2009 | Mistrzostwa świata juniorów młodszych       | Bressanone          | chód na 5000 metrów                       | 15. miejsce | 24:42,69   |
| 2010 | Mistrzostwa Ameryki Południowej w chodzie   | Cochabamba          | chód na 10 kilometrów (juniorek)          | 1. miejsce  | 52:46      |
| 2010 | Puchar świata w chodzie                     | Chihuahua           | chód na 10 kilometrów (juniorek)          | 18. miejsce | 52:50      |
| 2011 | Panamerykański puchar w chodzie             | Envigado            | chód na 10 kilometrów (juniorek)          | 5. miejsce  | 50:36      |
| 2011 | Panamerykański puchar w chodzie             | Envigado            | chód na 10 kilometrów (drużynowo)         | 3. miejsce  |            |
| 2011 | Mistrzostwa Ameryki Południowej juniorów    | Medellín            | chód na 10 000 metrów                     | 3. miejsce  | 49:13,40   |
| 2012 | Mistrzostwa Ameryki Południowej w chodzie   | Salinas             | chód na 10 000 metrów (juniorek)          | 3. miejsce  | 47:01      |
| 2012 | Mistrzostwa świata juniorów                 | Barcelona           | chód na 10 000 metrów                     | 13. miejsce | 48:00,03   |
| 2012 | Młodzieżowe mistrzostwa Ameryki Południowej | São Paulo           | chód na 20 000 metrów                     | 2. miejsce  | 1:40:14,3  |
| 2013 | Panamerykański puchar w chodzie             | Gwatemala           | chód na 20 kilometrów                     | 4. miejsce  | 1:35:37    |
| 2013 | Mistrzostwa Ameryki Południowej             | Cartagena de Indias | chód na 20 000 metrów                     | 3. miejsce  | 1:39:43,89 |
| 2013 | Mistrzostwa świata                          | Moskwa              | chód na 20 kilometrów                     | 45. miejsce | 1:36:06    |
| 2014 | Młodzieżowe mistrzostwa Ameryki Południowej | Montevideo          | chód na 20 000 metrów                     | 1. miejsce  | 1:37:43,10 |
| 2015 | Igrzyska panamerykańskie                    | Toronto             | chód na 20 kilometrów                     | 9. miejsce  | 1:36:58    |
| 2015 | Mistrzostwa świata                          | Pekin               | chód na 20 kilometrów                     | 22. miejsce | 1:34:12    |
| 2016 | Drużynowe mistrzostwa świata w chodzie      | Rzym                | chód na 20 kilometrów                     | 28. miejsce | 1:33:15    |
| 2016 | Igrzyska olimpijskie                        | Rio de Janeiro      | chód na 20 kilometrów                     | 31. miejsce | 1:35:17    |